# Liste von Apothekervereinigungen
Diese Liste enthält Vereinigungen von Apothekern und deren Mitarbeitern.

## Geschichte
Im Jahr 1629 wurde in Paris eine Vereinigung der dortigen Apotheker gegründet, 1632 gab es in Nürnberg den ersten Zusammenschluss von Apothekenbesitzern in einer deutschen Stadt. Es folgten weitere in Berlin, Erfurt   und andere. 1796 wurde dazu erstmals  eine Pharmaceutische Gesellschaft in Berlin gebildet, die sich der wissenschaftlichen Ausbildung der Gehilfen verschrieb. Im 19. Jahrhundert entstanden regionale Apothekerverbände, aus denen 1850 der Allgemeine Deutsche Apotheker-Verein hervorging, der als Deutscher Apothekerverband bis in die Gegenwart besteht. Daneben gibt es weitere regionale und andere Vereinigungen, die Interessen von Apothekern vertreten (z. B. Apothekerkammern).

## Apothekervereinigungen
Deutschland
- Collegium pharmaceuticum norimbergense, Nürnberg 1632
- Berliner Apotheker-Conferenz, um 1723
- Apotheker-Vereinigung Erfurt, 1755, seit 1809 Erfurter Apothekerkränzchen
- Magdeburger Apotheker-Conferenz, 1798
- Pharmazeutische Gesellschaft in Bayern, 1815
- Hamburger Apothekerverein, 1819
- Apothekerverein in Westphalen, 1820, später Apothekerverein im nördlichen Teutschland
- Pharmazeutische Gesellschaft in Baden, 1820
- Pharmazeutische Gesellschaft in Württemberg, Schwäbisch Hall, 1822
- Pharmaceutische Gesellschaft Rheinbayerns, 1837, für die Pfalz
- Apothekerverein im Großherzogtum Hessen, 1839
- Süddeutscher Apothekerverein, 1848
- Allgemeiner Deutscher Apotheker-Verein, 1850, seit 1872 Deutscher Apothekerverein, seit 1992 Deutscher Apothekerverband